# Hexatoma angustissima
Hexatoma angustissima är en tvåvingeart som först beskrevs av Alexander 1927.  Hexatoma angustissima ingår i släktet Hexatoma och familjen småharkrankar. Inga underarter finns listade i Catalogue of Life.